# Black Panther: Wakanda Forever – Original Score
Black Panther: Wakanda Forever – Original Score ist ein Album für den Film Black Panther: Wakanda Forever von Ryan Coogler, das neben der von Ludwig Göransson komponierten Filmmusik eine Reihe weiterer Songs enthält. Das Album wurde am 11. November 2022 zum US-Kinostart des Films veröffentlicht.

## Entstehung

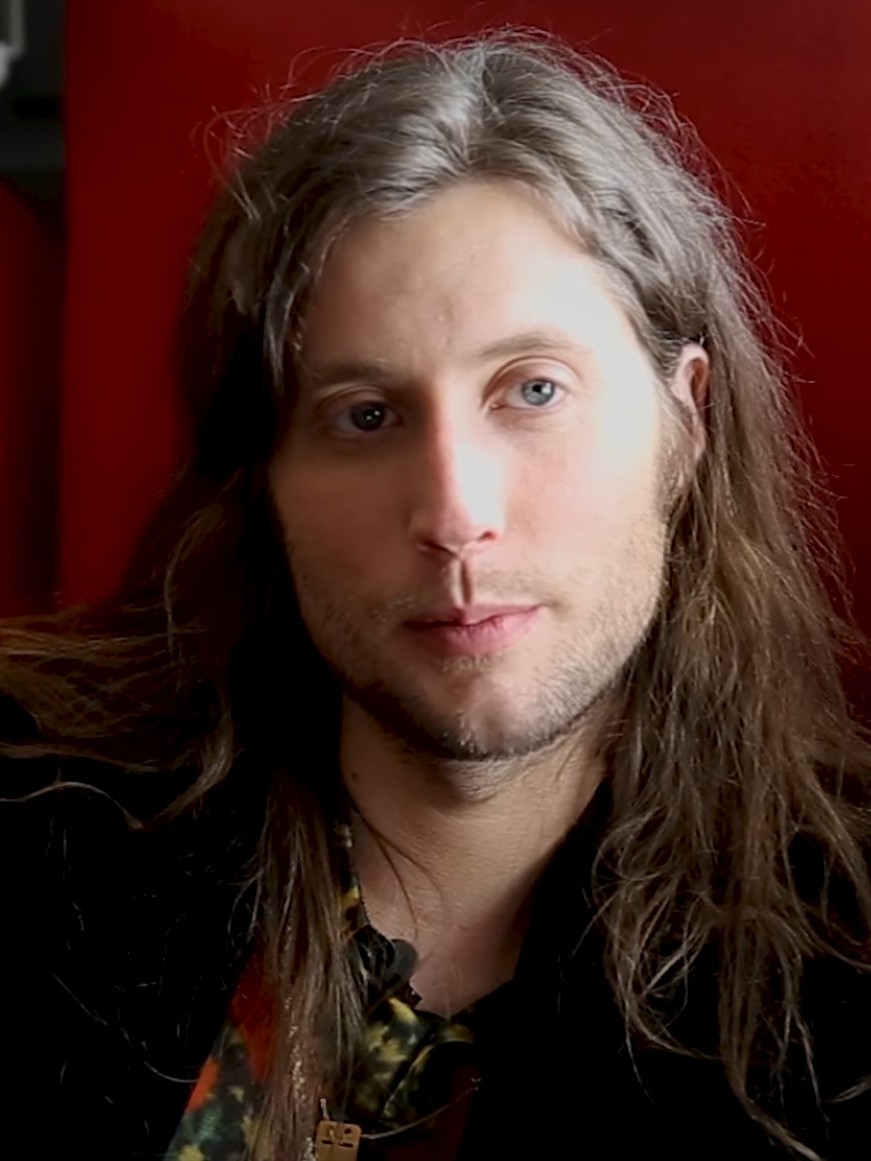
Ludwig Göransson komponierte die Filmmusik für Wakanda Forever

Die Musik für den Film Black Panther: Wakanda Forever von Ryan Coogler, der am 11. November 2022 in die US-amerikanischen Kinos kam, wurde von dem schwedischen Oscar-Preisträger Ludwig Göransson komponiert.
Im Film, der Fortsetzung zu Black Panther aus dem Jahr 2018, befindet sich das Königreich Wakanda nach dem Tod seines Königs T’Challa in Trauer. Weil er in Wien vor den Vereinten Nationen versprochen hatte, die Technologien und Ressourcen seines Landes zum Wohl der ganzen Menschheit einzusetzen und das afro-futuristische Königreich so gegenüber der Welt zu öffnen, kommt es zu Spannungen mit anderen Nationen, allen voran mit dem Königreich Talocan. Dessen König Namor gerät durch die Öffnung und deren Auswirkungen in einen Streit mit Wakanda. Auch sein Volk nutzt Vibranium, um sich unter Wasser zu verstecken, ähnlich wie es Wakanda immer getan hat. Er plant, die Königreiche Wakanda und Talocan zu vereinen, um gegen den Rest der Welt in den Krieg zu ziehen.
Weil der Sub-Mariner Namor, der mit Ku'ku'lkán, dem gefiederten Schlangengott der Maya, gleichgesetzt wird, und dessen Unterwasserzivilisation Talocan sowohl in der nigerianischen Kultur, als auch in Mesoamerika verwurzelt ist, hatte sich Göransson daran gemacht, verlorene Maya-Musik wiederzuentdecken. Während eines zweiwöchigen Aufenthalts in Mexiko-Stadt, wo er mit Musikarchäologen zusammenarbeitete, die sich auf die Nachahmung von Maya-Musik spezialisiert haben, von denen er sich Hunderte alter Instrumente vorspielen ließ, von Tonflöten bis hin zu ungewöhnlichen Schlaginstrumenten, traf er sich auch mit verschiedenen, zeitgenössischen mexikanischen Künstlern, Rappern und Sängern und schrieb mit ihnen gemeinsam Songs für den Film. Alles in allem arbeitete der Komponist mehr als ein Jahr an der Filmmusik, beteiligte dabei nach eigenen Aussagen rund 250 Musiker und Sänger, darunter ein 80-köpfiges Londoner Orchester und Chöre in London und Los Angeles, bei denen sich einer auf mesoamerikanische Musik spezialisiert hat.

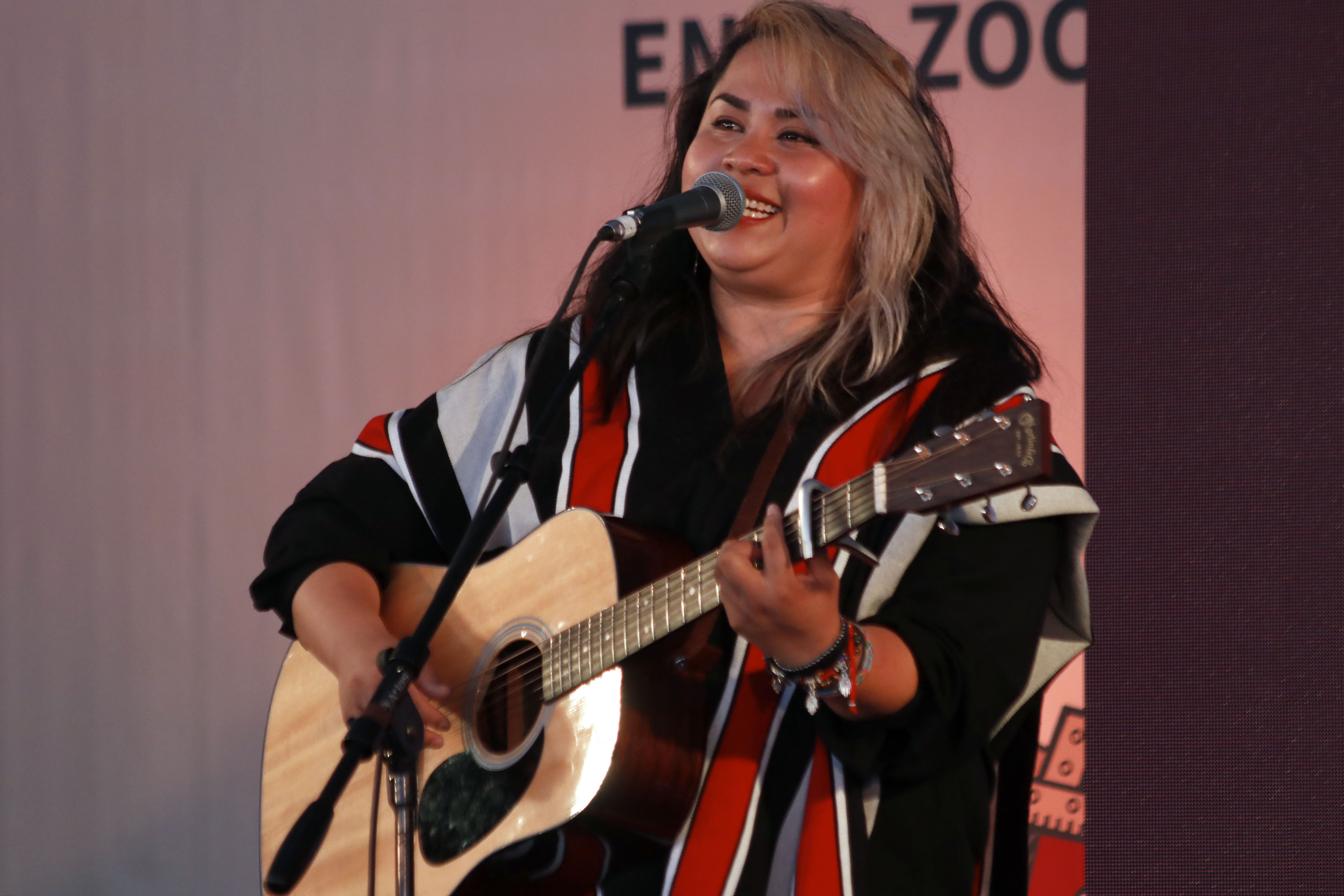
Die mexikanische Singer-Songwriterin Vivir Quintana schrieb Sirens und Árboles Bajo El Mar

Das Lied Árboles Bajo El Mar (span. für „Bäume unter dem Meer“) schrieb Göransson gemeinsam mit der mexikanischen Singer-Songwriterin Vivir Quintana und der Autorin Mare Advertencia. Das von einem mexikanischen Chor begleitete Lied wird im Film beim Erzählen der Lebensgeschichte von Namor verwendet, dessen Mutter sich ins Meer zurückziehen musste, um einem brutalen Angriff auf Talocan zu entkommen. Vivir Quintana und Advertencia Lirika steuerten auch Sirens bei. Von dem US-Rapper Tobe Nwigw und seiner Frau Fat Nwigwe stammt der Song They Want It, But No. Der Song Con La Brisa wird von der Mexikanerin Foudeqush gesungen und im Film verwendet, als Prinzessin Shuri von Namor auf eine Tour durch Talocan mitgenommen wird. Nyana Wam und Welcome Home entstanden in Zusammenarbeit mit dem senegalesischen Sänger Baaba Maal, He Wasn’t There in Zusammenarbeit mit der Britin Jorja Smith.

## Veröffentlichung
Das Album wurde am 11. November 2022 zum US-Kinostart des Films veröffentlicht. Einige der darauf enthaltenen Songs sind bereits auf einem Anfang November 2022 veröffentlichten Album mit im Film verwendeten Songs und weiteren von diesem inspirierten Musikstücke erschienen.

## Titelliste
1. Nyana Wam (feat. Baaba Maal & Massamba Diop) (4:00)
2. We Know What You Whisper (feat. Busiswa) (2:35)
3. Sirens (feat. Vivir Quintana & Mare Advertencia Lirika) (3:56)
4. Welcome Home (feat. Baaba Maal) (2:10)
5. Lift Me Up (Score Version) (feat. Joselyn Coogler) (1:09)
6. He Wasn’t There (feat. Jorja Smith) (1:21)
7. Namor (3:41)
8. They Want It, But No – Film Version – Tobe Nwigwe and Fat Nwigwe (4:13)
9. Árboles Bajo El Mar – Film Version – Vivir Quintana and Mare Advertencia Lirika (6:30)
10. Lost to the Depths (1:29)
11. Con La Brisa – Film Version – Foudeqush and Ludwig Göransson (2:40)
12. Yucatán (1:41)
13. Let Us Burn It Together (3:40)
14. This Will Mean War (feat. Magatte Sow) (2:09)
15. Namor’s Throne (2:15)
16. Imperius Rex (7:41)
17. Mama (feat. Jorja Smith) (4:42)
18. Who Did You See? (3:12)
19. Wakanda Forever (2:35)
20. Blood for Blood (1:28)
21. Yibambe! (7:24)
22. Sink the Ship (3:51)
23. It Could Have Been Different (1:53)
24. Vengeance Has Consumed Us (4:04)
25. Alliance (1:47)
26. T’Challa (1:25)

## Rezeption
Rate Your Music ermittelt eine Durchschnittsbewertung des Albums von 3.25 von 5 Punkten.

## Charterfolge
Am 11. November 2022 stieg das Album in UK auf Platz 45 in die Official Compilations Chart Top 100 ein.

## Auszeichnungen
Im Rahmen der Oscarverleihung 2023 befindet sich Ludwig Göranssons Arbeit in einer Shortlist für die Kategorie Beste Filmmusik und Lift Me Up in einer Shortlist für die Kategorie Bester Song.
Hollywood Music In Media Awards 2022
- Nominierung in der Kategorie Original Score – Sci-Fi Film (Ludwig Göransson)[11]

Society of Composers & Lyricists Awards 2023
- Nominierung als Bester Song – Drama / Documentary (Lift Me Up, Tems, Rhianna, Ludwig Goransson und Ryan Coogler)[12]